# ژمنگتسه ویلکیه

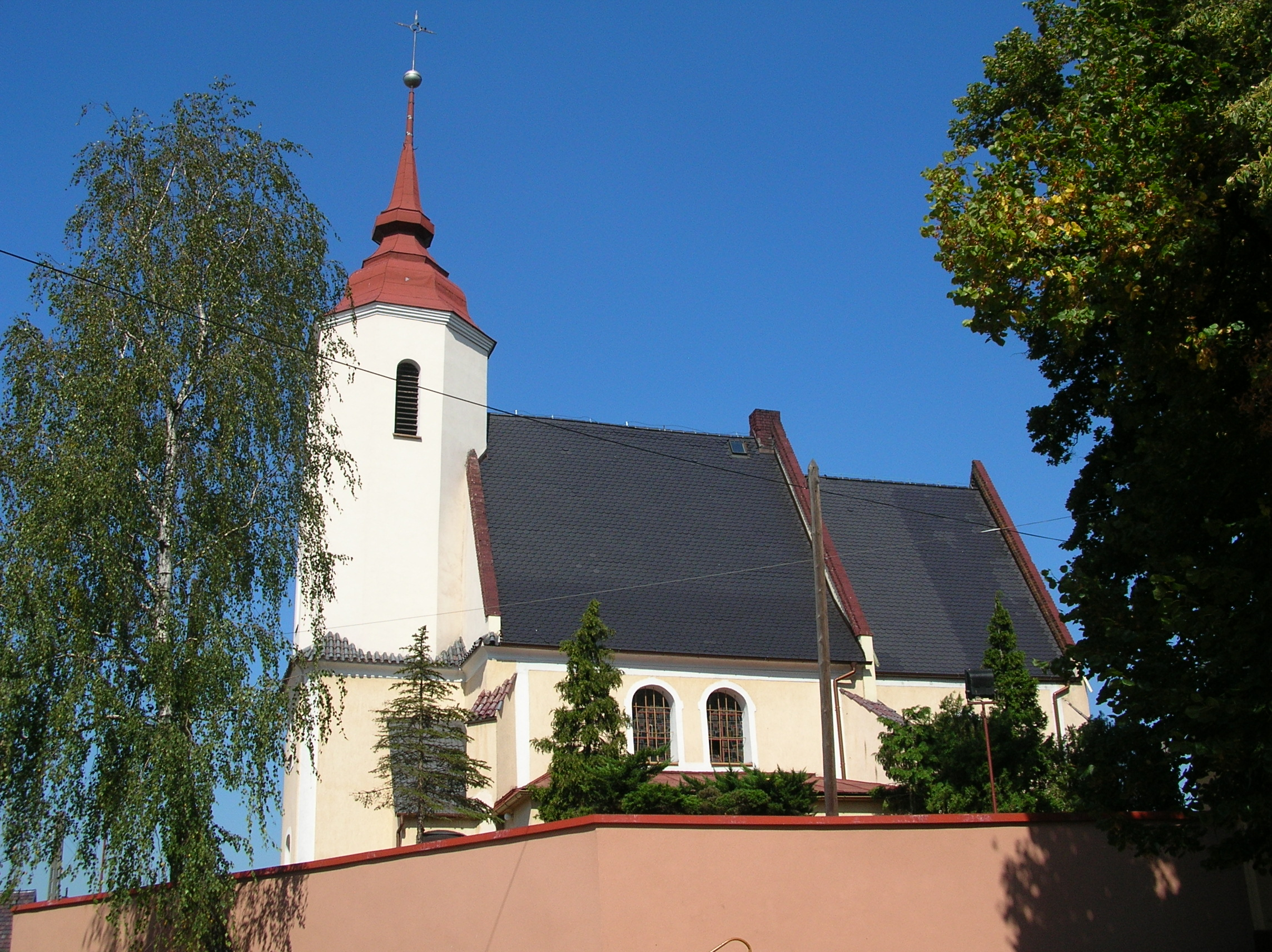
بزرگترین خانه در روستای ژمنگتسه ویلکیه.

ژمنگتسه ویلکیه (به لهستانی:  Zimnice Wielkie) یک روستا در لهستان است که در گمینا پروشکوو واقع شده‌است.